# Etanotiol
Etanotiol, Ethanethiol, o etil mercaptà, és un líquid clar amb una olor distintiva. És un compost d'organo sofre amb la fórmula CH₃CH₂SH. Consta d'un grup etil, CH₃CH₂, unit a un grup tiol. La seva estructura és paral·lela a la de l'etanol, però amb sofre en lloc de l'oxigen. La seva olor és infame. L'etanotiol és més volàtil que l'etanol i és tòxic. Es presenta de manera natural com un component menor del petroli i pot ser afegit per a donar olor a l'inodor gas liquat de petroli (Gas Butà). En aquestes concentracions l'etanotiol no és tòxic.

## Preparació
L'etanotiol es prepara per la reacció d'etilè amb sulfur d'hidrogen mitjançant un catalitzador. Els productors utilitzen diferents catalitzadors en aquest procés. També s'ha preparat comercialment per la reacció d'etanol amb el gas sulfur d'hidrogen amb un catalitzador àcid sòlid, tal com l'alúmina.
L'etanotiol el va descobrir Zeise el 1834.